# Brice Hortefeux
Pour les articles homonymes, voir Hortefeux.
Brice Hortefeux, né le 11 mai 1958 à Neuilly-sur-Seine (Seine), est un homme politique français.
Membre du RPR, de l'UMP puis de LR, proche de Nicolas Sarkozy, il est successivement ministre délégué aux Collectivités territoriales de 2005 à 2007, ministre de l'Immigration de 2007 à 2009, du Travail, des Relations sociales et de la Solidarité en 2009 puis de l'Intérieur et de l'Outre-mer de 2009 à 2011.
Dans le cadre de l’affaire Sarkozy-Kadhafi, il est jugé depuis janvier 2025 pour « complicité de financement illégal de campagne électorale » et « association de malfaiteurs », avec notamment Nicolas Sarkozy, Claude Guéant et Thierry Gaubert.

## Biographie

### Origines et études
Fils d'un banquier de Neuilly-sur-Seine et d'une professeur d'histoire-géographie, il obtient une licence de droit privé en 1982 et une maîtrise en droit public en 1984, à l'université Paris-Nanterre. Il est ensuite élève à l'Institut d'études politiques de Paris, dont il sort sans diplôme en 1986. À la sortie de Sciences Po, Brice Hortefeux réussit le concours externe d’administrateur territorial.

### Carrière professionnelle
Directeur de cabinet du maire de Neuilly-sur-Seine, Nicolas Sarkozy, entre 1983 et 1986, administrateur territorial (en poste à la mairie de Neuilly-sur-Seine) entre 1986 et 1994, il est ensuite chef du cabinet de Nicolas Sarkozy, ministre du Budget et porte-parole du gouvernement de 1993 à 1995.
En 1995, Brice Hortefeux est nommé préfet, chargé d'une mission de service public relevant du gouvernement, puis chargé de mission au cabinet du président du Sénat entre 1998 et 1999. En octobre 2020, il est admis, sur sa demande, à faire valoir ses droits à la retraite à compter du 1er décembre 2020.

### Carrière politique

#### Débuts
Aux côtés de Nicolas Sarkozy et de Roger Karoutchi, il participe à la campagne de Jacques Chirac pour l'élection présidentielle de 1981, avec les Jeunes du RPR. Entre 1991 et 2001, il est secrétaire départemental de la fédération RPR du Puy-de-Dôme, puis de 1998 à 2002, membre du comité politique du RPR. Depuis les élections régionales de 1992, il est élu au conseil régional d'Auvergne, et est président de la commission des finances et rapporteur du budget du conseil régional entre 1998 et 2004.
Lors des élections législatives de 1993, il est candidat RPR dans la 1re circonscription du Puy-de-Dôme. Il fait face à la candidate de Maurice Pourchon, député PS sortant et à celle de Michel Fanget, candidat UDF. Ce sont ces derniers qui sont sélectionnés au 2d tour, Brice Hortefeux, recueillant 16,49 % des voix contre 24,05 % et 23,37 % respectivement pour le PS et l'UDF.
Après la démission de Nicolas Sarkozy de son mandat de député européen en septembre 1999, Brice Hortefeux lui succède. À partir de 2002, il est membre du bureau politique de l'UMP, ainsi que conseiller de Nicolas Sarkozy, ministre de l'Intérieur, de la Sécurité intérieure et des Libertés locales (2002-2004), puis ministre de l'Économie, des Finances et de l'Industrie (2004). Il est réélu conseiller régional d'Auvergne dans la section départementale du Puy-de-Dôme lors des élections régionales des 21 et 28 mars 2004, sur la liste d'union UMP-UDF conduite par Valéry Giscard d'Estaing. Conservant son mandat au Parlement européen après les élections européennes de 2004, lors desquelles il mène la liste UMP-UDF dans la circonscription Massif central-Centre, il assure parallèlement la présidence de l'UMP du département du Puy-de-Dôme et le poste de secrétaire général délégué du parti.

#### Ministre délégué aux Collectivités territoriales (2005-2007)
Le 2 juin 2005, il est nommé ministre délégué auprès du ministre d'État, ministre de l'Intérieur et de l'Aménagement du territoire, chargé des Collectivités territoriales, dans le gouvernement Dominique de Villepin. Brice Hortefeux a notamment la mission de mettre en place concrètement l'acte II de la décentralisation et la réalisation d'une réforme importante du statut de la fonction publique territoriale.

#### Ministre de l'Immigration (2007-2009)
Après la victoire de Nicolas Sarkozy à la présidentielle de 2007, il devient ministre de l'Immigration, de l'Intégration, de l'Identité nationale et du Codéveloppement au sein du gouvernement François Fillon. La création de ce poste fait suite à une promesse de campagne de Nicolas Sarkozy. Il quitte alors ses fonctions de secrétaire général délégué de l'UMP, et est nommé conseiller politique du parti par Jean-Claude Gaudin.

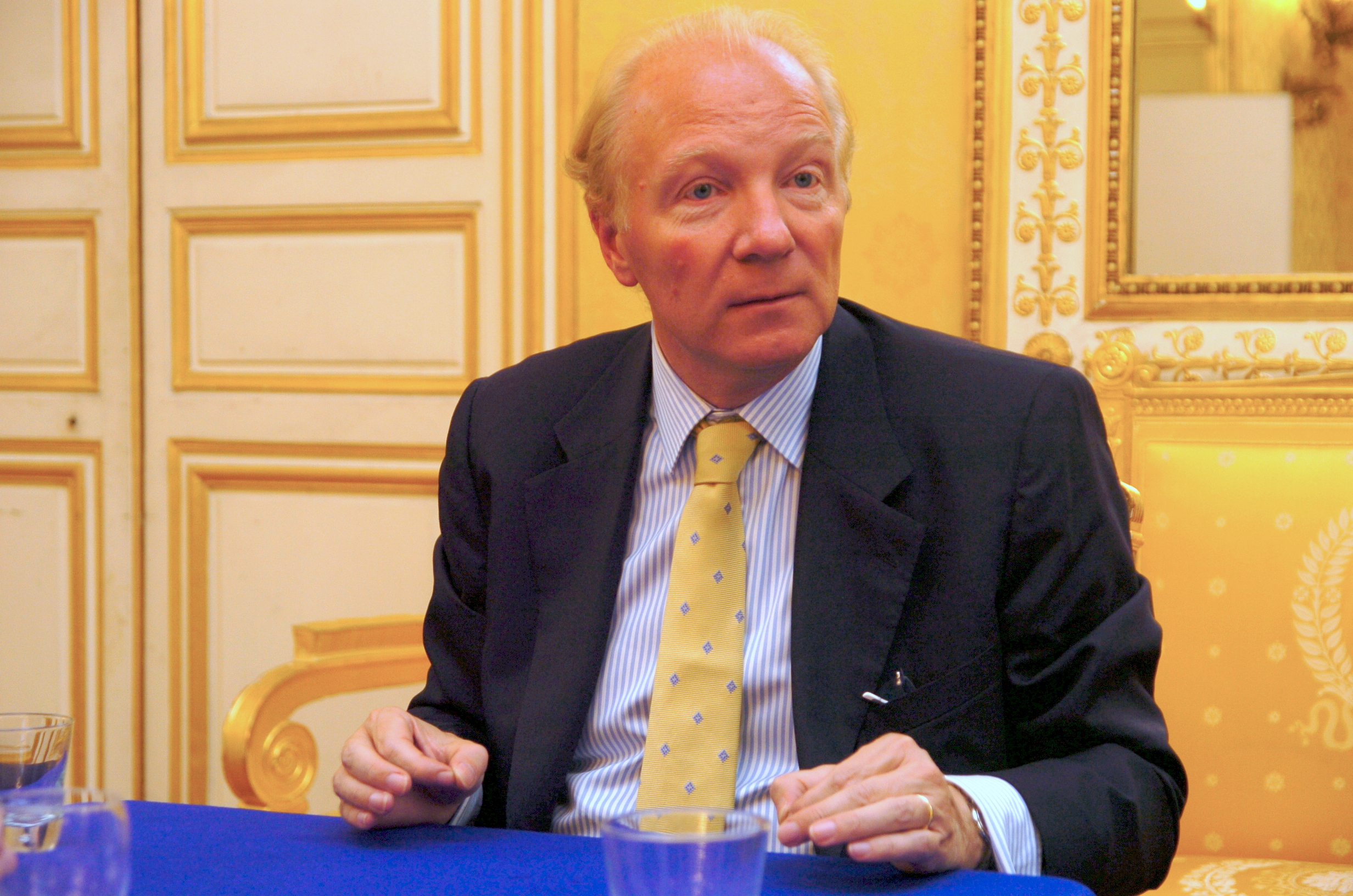
Brice Hortefeux, ministre de l'Immigration, de l'Intégration, de l'Identité nationale et du Codéveloppement, le 26 septembre 2007 à Paris.

Il est le promoteur de la loi de maîtrise de l'immigration adoptée le 23 octobre 2007, qui complète en grande partie les lois Sarkozy de 2003 et 2006. Cette loi limite en particulier le regroupement familial.
Il fixe aux forces de l'ordre des objectifs chiffrés en matière d'expulsions et de reconduites à la frontière : 25 000 en 2007 ; 26 000 en 2008 ; 28 000 en 2010. En excluant du bilan de Hortefeux les reconduites de personnes qui sont libres de circuler en Europe (Roumains, Bulgares, etc.), les expulsions d'étrangers en situation irrégulière atteignent environ la moitié des objectifs prévus.
Par un communiqué en date du 30 novembre 2007 envoyé au journal La Montagne, il renonce à se présenter à l'élection municipale de 2008 à Clermont-Ferrand. Officiellement, il ne se présente pas parce que selon lui « l'honnêteté consiste à assurer le succès des responsabilités que [lui] a confiées le président de la République », mais selon Le Canard enchaîné, c'est en raison de mauvais sondages. Lors du remaniement qui suit ces élections, l'intitulé de son poste ministériel est modifié : « Codéveloppement » est remplacé par « Développement solidaire ».
Au cours de l'année 2008, Brice Hortefeux souhaite que des associations autres que la Cimade puissent intervenir dans les centres de rétention. L'appel d'offres, qui faisait suite à un décret, est cassé par le tribunal administratif. Les plaignants, dont le Gisti, voient dans cette réforme une tentative d'éloigner la Cimade des centres de rétention, et de réduire l'aide juridictionnelle apportée aux immigrés.

#### Ministre du Travail, des Relations sociales et de la Solidarité (2009)
Le 15 janvier 2009, en remplacement de Xavier Bertrand qui prend la tête de l'UMP, Brice Hortefeux devient ministre du Travail, des Relations sociales, de la Famille, de la Solidarité et de la Ville. C'est Éric Besson, ancien socialiste, qui reprend son ancien poste. Neuf jours plus tard, Brice Hortefeux devient vice-président de l'UMP, élu sur un ticket qui recueille 93 % des voix au conseil national du parti.
À l'issue des élections européennes de 2009, il est élu député européen. Cependant, cette élection est considérée comme une surprise, Brice Hortefeux occupant la troisième position sur la liste UMP de la circonscription Massif central-Centre, qui n'avait que cinq sièges à offrir lors d'une élection à la proportionnelle. Ce dernier laisse entendre qu'il restera au gouvernement et l'Élysée affirme qu'il « n'avait pas pris l'engagement d'être sur les listes pour être élu » et ne respectera donc pas l'un des engagements de l'UMP concernant le fait que « les candidats de la Majorité présidentielle s'engagent à être présents au Parlement européen à Strasbourg et à Bruxelles ». Catherine Soullie lui succède.

#### Ministre de l'Intérieur et de l'Outre-mer (2009-2011)
Le 23 juin 2009, Brice Hortefeux est nommé ministre de l'Intérieur, de l'Outre-mer et des Collectivités territoriales. Il est chargé d'établir « le droit à la sécurité partout et pour tous », comme il le dit lors de sa prise de fonction, place Beauvau. Sont nommés secrétaires d'État auprès de lui, Marie-Luce Penchard pour l'Outre-mer et Alain Marleix pour l'Intérieur et les Collectivités territoriales.
Après une année passée au ministère de l'Intérieur et 150 déplacements auprès de victimes, il se félicite notamment de la baisse de 2,91 % de la criminalité, du rapprochement entre la police et la gendarmerie (un peu en défaveur de cette dernière cependant) et de la subvention de 6 100 nouvelles caméras sur les six premiers mois de 2010. Il annonce la création de 26 nouvelles unités territoriales de quartier, en plus des 34 déjà existantes, et de 96 cellules spécialisées pour lutter contre les cambriolages.
À l'été 2010, après le discours de Nicolas Sarkozy à Grenoble, il décide de l'éloignement de nombreux Roms en situation irrégulière. Il fait état de l'augmentation du nombre d'actes de délinquance de la part de Roumains à Paris. La circulaire qui vise ensuite la population rom « en priorité » fait l'objet d'une polémique auprès de l'opposition, des ONG, de la Commission européenne et de l'ONU. Brice Hortefeux présente en réaction une nouvelle circulaire enlevant toute mention d'une ethnie.
Pour avoir laissé entendre que David Sénat, ancien conseiller de Michèle Alliot-Marie au ministère de la Justice était à l'origine de fuites au journal Le Monde dans l'affaire Woerth-Bettencourt, Brice Hortefeux est condamné, le 17 décembre 2010, par le tribunal de grande instance de Paris pour atteinte à la présomption d'innocence à l'encontre de celui-ci. Il doit verser au plaignant un euro de dommages et intérêts et s'acquitter du versement de 3 000 euros pour frais de procédure. Il a interjeté appel du jugement.
Lors de la formation du gouvernement François Fillon III, le 14 novembre 2010, Brice Hortefeux est reconduit dans ses fonctions et obtient en plus le portefeuille de l'Immigration, le ministère de l'Immigration, de l'Intégration, de l'Identité nationale et du Développement solidaire disparaissant.
Il quitte ses fonctions le 27 février 2011, lors d'un remaniement gouvernemental provoqué par la démission de Michèle Alliot-Marie. Il est remplacé place Beauvau par Claude Guéant, jusque-là secrétaire général de la présidence de la République.

#### Après le gouvernement (depuis 2011)
Après son départ du gouvernement, il est nommé « conseiller politique » de Nicolas Sarkozy en vue de préparer la campagne présidentielle de 2012.
En mars 2011, Brice Hortefeux annonce son intention de retrouver un siège de député européen. Élu lors des élections européennes de 2009 mais n'ayant jamais siégé du fait de ses fonctions ministérielles, la possibilité de son retour est mise en cause par le règlement intérieur du Parlement européen. La démission de sa suppléante Catherine Soullie lui permet finalement de retrouver son siège le 24 mars, la loi française prévoyant de son côté qu'un ancien ministre peut retrouver son mandat parlementaire après son départ du gouvernement s'il le souhaite.
En novembre 2012, il est condamné par le tribunal correctionnel de Paris, à une amende de 5 000 euros avec sursis pour avoir menacé Me Olivier Morice, l'avocat des familles de victimes de l'affaire Karachi. Brice Hortefeux avait déclaré en septembre 2011 dans Le Nouvel Observateur, que cet avocat « devrait être fracassé ». Il est relaxé en janvier 2014 par la cour d'appel de Paris.
En janvier 2013, dans le cadre de la direction « partagée » entre Jean-François Copé et François Fillon, il devient vice-président de l’UMP avec cinq autres personnalités du parti, en plus du vice-président délégué Luc Chatel, en poste depuis novembre 2012.
Fin janvier 2014, il est désigné tête de liste pour la circonscription Massif central-Centre pour les élections européennes de la même année. Il est réélu député européen.
Le 4 décembre 2014, il est nommé conseiller politique par le nouveau président de l'UMP Nicolas Sarkozy.
Il soutient Nicolas Sarkozy pour le premier tour de la primaire de la droite et du centre de 2016. Dans le cadre de sa campagne, il est nommé avec plusieurs personnalités conseiller politique. Lors du second tour, il soutient François Fillon.
Il parraine Laurent Wauquiez pour le congrès des Républicains de 2017, scrutin lors duquel est élu le président du parti.
Le 19 décembre 2017, est rendue publique une enquête préliminaire pour détournement de bien publics par une personne dépositaire de l’autorité publique visant Brice Hortefeux, à la suite d'une plainte de l'association anticorruption Anticor. Il est accusé d'avoir abusé des services chargés de sa protection, notamment au bénéfice de sa famille.
Alors qu'il est placé sur écoute dans le cadre de l'instruction de l'affaire du financement libyen de la campagne électorale de Nicolas Sarkozy, un SMS intercepté émanant de Rachida Dati l'accuse de toucher de l'argent liquide lorsqu'il organise des rendez-vous avec Nicolas Sarkozy et d'avoir trouvé des emplois fictifs pour son ex-femme et sa compagne. En mars 2018, Brice Hortefeux est entendu dans l'affaire Sarkozy-Kadhafi, en audition libre, à l'Office central de lutte contre la corruption et les infractions financières et fiscales, à Nanterre.
Il figure en 5e position sur la liste de l'Union de la droite et du centre pour les élections européennes de 2019. Il est réélu député européen.
Il soutient Valérie Pécresse au congrès des Républicains de 2021 en vue de l'élection présidentielle de 2022.
Figurant en septième position sur la liste conduite par François-Xavier Bellamy aux élections européennes de 2024, il n'est pas réélu au Parlement européen, la liste n'obtenant que six sièges.

### Vie privée
Proche ami de Nicolas Sarkozy depuis 1976, il est surnommé parfois le « porte-flingue de Sarkozy ». Témoin de celui-ci lors de son premier mariage, il est le parrain de baptême de son fils, Jean Sarkozy.
Marié depuis 2000, il est père de trois fils.

## Affaires judiciaires

### Injures à caractère raciste
Ses propos à l'égard d'un militant d'origine maghrebine lors de l'université d'été 2009 de l'UMP, filmés par une équipe de Public Sénat et diffusés par Le Monde sur son site Internet, conduisent le MRAP à porter plainte pour « diffamation à caractère raciste » ou pour injures racistes. Condamné le 4 juin 2010 par le tribunal correctionnel de Paris à 750 euros d'amende et 2 000 euros de dommages et intérêts,, Brice Hortefeux est relaxé le 15 septembre 2011 par la cour d'appel de Paris qui repousse la qualification d'injures publiques pour la raison que les paroles du ministre n'ont pas été « proférées » et n'avaient pas vocation à « s'adresser au-delà du cercle restreint formé par les militants qui l'entourent ». L'infraction alléguée est donc requalifiée en contravention d'injures non publiques, pour laquelle le MRAP n'avait pas capacité à se constituer partie civile et était donc irrecevable, ce que confirme la Cour de cassation en rejetant le pourvoi du MRAP le 27 novembre 2012,. Brice Hortefeux aurait déclaré plus tard que la défense adoptée, selon laquelle ses propos ne s'appliquaient pas aux Maghrébins mais aux Auvergnats, était loufoque.

### Détournement de fonds publics
Suite à un signalement d'Anticor, les enquêteurs de la Brigade de répression de la délinquance économique ont pu établir qu'un des chauffeurs mis à disposition par le Service de la Protection, avait été utilisé par des membres de la famille et des proches de Brice Hortefeux, en tant qu'ancien Ministre de l'intérieur. Le parquet de Paris lui a notifié un rappel à la loi en juin 2019.

### Affaire Sarkozy-Kadhafi, financement de la campagne présidentielle de 2007
En 2019, les agendas ministériels de Brice Hortefeux, que celui-ci a remis aux juges de l’affaire Sarkozy-Kadhafi, révèlent plusieurs faits majeurs pour l’enquête, concernant à la fois son implication dans le financement de la campagne de 2007 et des relations de Nicolas Sarkozy avec Thierry Gaubert, qui avait perçu en 2006 de l’argent libyen via l’intermédiaire Ziad Takieddine. Thierry Gaubert et l’ancien président de la république Nicolas Sarkozy sont mis en examen pour « association de malfaiteurs », « corruption, financement illicite de campagne électorale, recel de détournement de fonds publics libyens » et doivent être jugés en 2020.
Initialement témoin assisté dans cette affaire, Brice Hortefeux a été mis en examen le 8 décembre 2020 pour « financement illégal de campagne électorale » et « association de malfaiteurs »
Le 24 août 2023, le procureur national financier Jean-François Bohnert annonce que Brice Hortefeux sera jugé en correctionnelle, aux côtés de Nicolas Sarkozy, Claude Guéant, Éric Woerth et 9 autres personnes, devant la 32e chambre du tribunal correctionnel de Paris, du 6 janvier au 10 avril 2025, pour les délits de complicité de financement illégal de campagne électorale et d'association de malfaiteurs. Le 27 mars 2025, le parquet financier requiert à l'encontre de Brice Hortefeux une peine de trois ans de prison ferme et de 150 000 euros d'amende.

## Détail des mandats et fonctions

### Au gouvernement
- 2 juin 2005 - 15 mai 2007 : ministre délégué auprès du ministre d'État, ministre de l'Intérieur et de l'Aménagement du territoire, chargé des Collectivités territoriales
- 18 mai 2007 - 18 mars 2008 : ministre de l'Immigration, de l'Intégration, de l'Identité nationale et du Codéveloppement
- 18 mars 2008 - 15 janvier 2009 : ministre de l'Immigration, de l'Intégration, de l'Identité nationale et du Développement solidaire
- 15 janvier 2009 - 23 juin 2009 : ministre du Travail, des Relations sociales, de la Famille, de la Solidarité et de la Ville
- 23 juin 2009 - 13 novembre 2010 : ministre de l'Intérieur, de l'Outre-Mer et des Collectivités territoriales
- 14 novembre 2010 - 27 février 2011 : ministre de l'Intérieur, de l'Outre-Mer, des Collectivités territoriales et de l'Immigration

### Au Parlement européen
- 15 septembre 1999 - 2 juin 2005 : député européen siégeant au groupe PPE-DE (démissionne après son entrée au gouvernement ; remplacé par Jean-Pierre Audy, troisième sur la liste de 2004)
- depuis le 24 mars 2011 : député européen siégeant au groupe PPE-DE

### Au niveau local
- 1992-2015 : conseiller régional d'Auvergne
- 1998-2004 : président de la commission des finances et rapporteur du budget du conseil régional d'Auvergne
- Depuis 2015 : conseiller régional d'Auvergne-Rhône-Alpes, vice-président du conseil régional[48]. Il démissionne de son poste de vice-président du conseil régional en juin 2019[49].

### Au sein de partis politiques
- 1991-2001 : secrétaire départemental de la fédération RPR du Puy-de-Dôme
- 1998-2002 : membre du comité politique du RPR
- 2002-2015 : membre du bureau politique de l'UMP, président du comité départemental du Puy-de-Dôme :
  - 2004-2007 : secrétaire général délégué de l'UMP
  - 2007 : assure la présidence par intérim de l'UMP, aux côtés de Jean-Claude Gaudin et de Pierre Méhaignerie, à la suite de la démission de Nicolas Sarkozy le 14 mai 2007[50]
  - 2007-2008 : conseiller politique de l'UMP
  - 2008-2009 : secrétaire national de l'UMP chargé des élections, en vue de la préparation des élections et du renouvellement des instances de l'UMP de 2009[51]
  - janvier 2013 - 15 juin 2014 : vice-président de l'UMP

## Ouvrage
Brice Hortefeux est l'auteur, en collaboration avec André Levôtre, du livre Jardin à la française, plaidoyer pour une République de proximité, paru en 2003 aux éditions Denoël.

## Distinction
En 2009, Brice Hortefeux est fait grand officier de l'ordre du Ouissam alaouite au Maroc.

## Dans la culture populaire
Dans le roman de politique-fiction de Michel Wieviorka, Le séisme. Marine Le Pen présidente (2016), où cette dernière gagne l'élection présidentielle de 2017, il devient ministre des Affaires sociales et de la Santé.